# واکنش ساعتی
واکنش‌های ساعتی یکی از منحصر به فردترین دسته‌های واکنش‌های شیمیایی است؛ که واکنش‌های ساعتی Landolt از معروف‌ترین آنهاست.
در نوع واکنش خاص، دو محلول بی‌رنگ با یکدیگر مخلوط می‌کنیم. در لحظات ابتدایی اتفاق خاصی مشاهده نمی‌شود ولی بعد از چند دقیقه ناگهان رنگ محلول از بی‌رنگ به آبی تیره تغییر می‌کند. به عبارت دیگر می‌توان مکانیزم واکنش‌های ساعتی را چنین بیان کرد که با مخلوط محلول‌ها (بی‌رنگ) فوراً تغییری که با چشم بتوان آن را دید، مشاهده نمی‌شود اما رنگ محلول بعد از گذشت زمانی به‌طور ناگهانی تغییر می‌کند، که از این زمان به زمان انجام واکنش تعبیر می‌شود.

## چگونگی انجام واکنش‌های ساعتی
در این سیستم A,B,C,D واکنش دهنده می‌باشند. در این سیستم ابتدا واکنش گر A با واکنش گر B واکنش می‌دهد و محصول P را می‌دهد.
A + B → P (reaction1)
اکنون P تشکیل شده با واکنش گر C واکنش می‌دهد و مصرف می‌شود و محصول R را می‌دهد.
P + C → R (Reaction2)
اگر غلظت A و B به اندازه کافی بالا باشد (نسبت به غلظت C) مصرف واکنش گر C تأثیر کلی را بر واکنش‌های ۱ و ۲ خواهد گذاشت.
به مجرد آنکه واکنش گر C به‌طور کلی از سیستم واکنش حذف شود محصول تولیدی واکنش 1 (P) دیگر واکنش نمی‌دهد به همین دلیل غلظت مادهٔ P به سرعت بالا می‌رود. دراین حالت (نقطه بحرانی) که غلظت ماده P به اندازه کافی برای واکنش با واکنش گر چهارم (D) بالا رود، واکنش زیر که منجر به تولید محصول رنگی و خود باعث تغییر رنگ محلول می‌شود، انجام می‌پذیرد.
P + D → Colored product (Reaction3)
این نکته نیز شایان ذکر است که سرعت واکنش ۲ باید بیشتر از سرعت واکنش ۳ باشد. (که P با C واکنش دهد نه D.)
شناخته شده‌ترین واکنش‌های ساعتی، واکنش‌های Landolt است که در آن واکنش بین یون‌های ید و پرسولفات مورد بررسی قرار می‌گیرد.

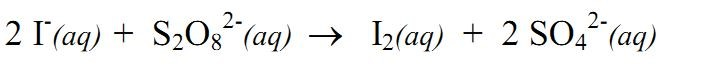
واکنش شماره چهار

سرعت واکنش با افزایش مقدار ناچیزی یون تیوسولفات اندازه‌گیری می‌شود و ید آزاد شده از واکنش بالا سریعاً با تیوسولفات واکنش داده و به I- تبدیل می‌شود.

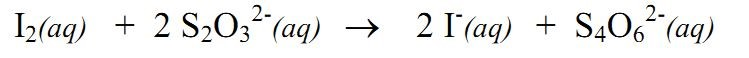
واکنش شماره پنج

این عمل ادامه می‌یابد تا وقتی که همه تیوسولفات به تتراتیونات تبدیل شود. در این صورت ید تولید شده از واکنش اول به صورت آزاد باقی می‌ماند. از معرف چسب نشاسته برای نشان دادن این حالت استفاده می‌شود. بدین ترتیب که یون آزاد شده با چسب نشاسته تولید رنگ آبی می‌کند.

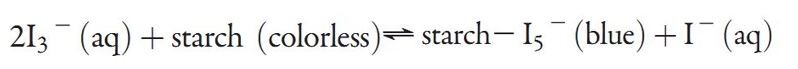
واکنش شماره شش

فاصله زمانی از شروع واکنش تا ظاهر شدن رنگ آبی معیاری از سرعت اولیه واکنش است. واکنش‌هایی نظیر این واکنش را تحت عنوان واکنش‌های سرعتی معرفی ¬می‌کنند و این واکنش را نیز ساعت یدی می‌گویند
- مثالهای دیگر

Examples of clock reactions include the arsenic (I I I) sulfide clock reaction [6], the formaldehyde clock reaction [4], the iodine bisulphate clock [5] and the hydration of carb on dioxide [3].